# 이문세의 오아시스
《이문세의 오아시스》는 대한민국의 MBC에 방송됐던 토크쇼 프로그램이다. 낮은 시청률으로 인해 방송 2개월만에 종영하였다.

## 기획 의도
각계각층의 최정상 명사에게 그들이 현재의 위치에 오르기까지 겪었던 좌절과 고난, 역경들에 대해 진솔한 이야기를 들어주는 프로그램이다.

## 방송 일정
- 2005년 2월 18일 ~ 2005년 4월 1일 : 매주 금요일 오후 11시 15분

## 출연진
- 이문세 - MC

## 에피소드 목록
- 1회 : 최민수
- 2회 : 양현석
- 3회 : 박경림
- 4회 : 조승우
- 5회 : 강제규
- 6회 : 최민식 - 상
- 7회 : 최민식 - 하

## 제작진
- 연출 : 여운혁
- 조연출 : 이지선